# Déflation par la dette
La déflation par la dette est un mécanisme économique par lequel un système économique entre dans une phase de déflation (baisse généralisée du niveau des prix) du fait du désendettement de ses acteurs.

## Concept
La déflation par la dette est un concept créé par Irving Fisher. En 1933, il montre comme un processus de désendettement des ménages et des entreprises, qui fait suite à une phase d'euphorie durant laquelle la dette privée a gonflé, peut provoquer une baisse généralisée du niveau des prix.
Selon Fisher, en période d'expansion économique, les ménages s'endettent et les prix augmentent. Cette phase d'euphorie conduit à ce que les agents cherchent à se désendetter. Pour ce faire, ils réduisent leur consommation et leurs investissement, en même temps que l’État réduit son déficit. Or, un désendettement simultané conduit à une chute brutale de la consommation et de l'investissement, et donc de la croissance, plongeant l'économie dans une récession déflationniste.
| Période d'expansion, confiance   | → | Endettement ménages, entreprises État                                    | → | Surendettement, difficulté de remboursement    |
|                                  |   |                                                                          |   | ↓                                              |
| Déflation                        | ← | Baisse da la consommation, de l'investissement et de la dépense publique | ← | Volonté de désendettement                      |
| ↓                                |   |                                                                          |   |                                                |
| Hausse du poids de l'endettement | → | Liquidation du patrimoine financier et réel                              | → | Déflation généralisée : secteur réel financier |

Le cercle vicieux se referme sur le système économique car en situation de déflation, le poids réel de la dette (c'est-à-dire son poids par rapport au niveau des prix et des salaires) augmente mécaniquement, conduisant les agents à redoubler d'efforts pour se désendetter. Ils doivent parfois aller jusqu'à liquider leur patrimoine financier réel, aggravant in fine la déflation.
Une situation de déflation par la dette est piégeuse pour les économies. Elle peut être enrayée par un moratoire sur les dettes, et par une politique de reflation.

## Historique
Le Japon a connu deux épisodes de déflation par la dette. Le premier a eu lieu dans les années 1930 : la déflation était alors de 10% par an, ce qui a fait augmenter la charge de la dette des emprunteurs. Le service de la dette net était de 80% des cash flows en 1929, et 200% en 1930.
Une autre situation de déflation par la dette a eu lieu dans les années 1990, à la suite de l'éclatement de la bulle spéculative japonaise.

## Débats et critiques
Paul Krugman souligne dans un article de 2014 que les économies développées pourraient tomber dans une déflation par la dette généralisée dès lors qu'elles aborderaient les prochaines crises économiques avec une inflation faible ou nulle, et un taux d'intérêt proche du taux plancher zéro.
La situation des économies occidentales, dont les États sont fortement endettés à la suite de la crise économique mondiale de 2008, fait craindre la perspective d'une déflation par la dette au niveau étatique.